# Vernon Carey Jr.
Vernon Carey Jr. (Miami, 25 februari 2001) is een Amerikaans basketballer. Hij speelde als power forward of center.

## Carrière
Carey was tijdens het seizoen 2019-2020 in het collegebasketbal actief voor de Duke Blue Devils. Als gevolg van goede statistieken tijdens dit seizoen stelde hij zich in 2020 kandidaat voor de NBA Draft. Tijdens deze draft werd Carey als 32e uitgepikt door de Charlotte Hornets. Op 30 november 2020 tekende Carey Jr. een meerjarig contract bij de Hornets. Tijdens zijn eerste twee seizoenen bij de Hornets werd Carey meermaals uitgeleend aan Greensboro Swarm, de zusterclub van de Hornets uitkomende in de NBA G League. Toch mocht hij in zijn rookie-seizoen 19 wedstrijden meespelen bij de Hornets. Tijdens het seizoen 2021-2022 kwam Carey amper nog in actie voor Charlotte. op 10 februari 2022 werd Carey Jr., samen met Ish Smith, naar de Washington Wizards geruild voor Montrezl Harrell.
In maart 2023 werd zijn contract verbroken. Hij tekende daarna bij de Utah Jazz maar ook daar werd zijn contract verbroken voor de start van het seizoen 2023/24. Hij speelde in het seizoen 2023/24 bij de Turkse eersteklasser Pınar Karşıyaka.

## Statistieken

### Regulier seizoen
| Seizoen  | Team               | WG | WS | MPW | 2P%  | 3P%  | FW%   | RPW | APW | SPW | BPW | PPW |
| -------- | ------------------ | -- | -- | --- | ---- | ---- | ----- | --- | --- | --- | --- | --- |
| 2020/21  | Charlotte Hornets  | 19 | 4  | 6,1 | 50,0 | 14,3 | 81,8  | 1,4 | 0,1 | 0,1 | 0,3 | 2,4 |
| 2021/22  | Charlotte Hornets  | 4  | 1  | 4,3 | 50,  | 0    | 66,7  | 1,3 | 0   | 0,3 | 0   | 2,0 |
| 2021/22  | Washington Wizards | 3  | 0  | 9,0 | 57,1 | –    | 40,   | 2,3 | 0   | 0,3 | 0,3 | 4,0 |
| 2022/23  | Washington Wizards | 11 | 0  | 2,5 | 25,0 | —    | 100,0 | 1,0 | 0,3 | 0,2 | 0,2 | 0,5 |
| Carrière | Carrière           | 37 | 5  | 5,1 | 47,4 | 14,3 | 65,4  | 1,4 | 0,1 | 0,1 | 0,2 | 1,9 |

### Play-ins
| Seizoen  | Team              | WG | WS | MPW | 2P% | 3P% | FW% | RPW | APW | SPW | BPW | PPW |
| -------- | ----------------- | -- | -- | --- | --- | --- | --- | --- | --- | --- | --- | --- |
| 2020/21  | Charlotte Hornets | 1  | 0  | 5,8 | –   | –   | –   | 1,0 | 0,0 | 0,0 | 1,0 | 0,0 |
| Carrière | Carrière          | 1  | 0  | 5,8 | –   | –   | –   | 1,0 | 0,0 | 0,0 | 1,0 | 0,0 |